# Busy Woman
Busy Woman è un singolo della cantautrice statunitense Sabrina Carpenter, pubblicato il 7 marzo 2025 come primo estratto dalla deluxe del sesto album in studio Short n' Sweet.

## Descrizione
Sedicesima traccia del disco, Busy Woman è stata scritta a quattro mani dalla stessa interprete assieme a Jack Antonoff e Amy Allen, il penultimo dei quali si è anche occupato della produzione. Musicalmente è stata descritta dalla critica come una canzone dance pop, synth pop e yacht rock.

## Video musicale
Un lyric video a supporto del brano è stato reso disponibile in concomitanza con l'uscita della deluxe attraverso il canale YouTube dell'artista.

## Formazione
Hanno partecipato alle registrazioni, secondo le note di copertina di Short n' Sweet:
- Sabrina Carpenter – voce, percussioni
- Jack Antonoff – percussioni, basso, batteria, chitarra acustica, chitarra elettrica, sintetizzatore, sitar, programmazione batteria, programmazione vocale, produzione, ingegneria del suono, registrazione
- Bobby Hawk – violino
- Jack Manning – ingegneria del suono
- Laura Sisk – ingegneria del suono, registrazione
- Oli Jacobs – ingegneria del suono, registrazione
- Joey Miller – assistenza all'ingegneria del suono
- Jozef Caldwell – assistenza all'ingegneria del suono
- Ruairi O'Flaherty – mastering
- Șerban Ghenea – missaggio
- Bryce Bordone – assistenza al missaggio

## Successo commerciale
Busy Woman ha raggiunto la 6ª posizione della Official Singles Chart nella sua quinta settimana di permanenza in classifica, accumulando 25 558 unità.

## Classifiche
| Classifica (2025) | Posizione massima |
| ----------------- | ----------------- |
| Australia         | 22                |
| Canada            | 39                |
| Danimarca         | 36                |
| Estonia           | 10                |
| Grecia            | 48                |
| Irlanda           | 5                 |
| Lituania          | 85                |
| Norvegia          | 16                |
| Nuova Zelanda     | 20                |
| Paesi Bassi       | 55                |
| Portogallo        | 43                |
| Regno Unito       | 6                 |
| Singapore         | 26                |
| Stati Uniti       | 27                |
| Svezia            | 49                |

## Date di pubblicazione
| Paese       | Data          | Formato                | Etichetta | Nota   |
| ----------- | ------------- | ---------------------- | --------- | ------ |
| Italia      | 7 marzo 2025  | Contemporary hit radio | EMI       | [ 7 ]  |
| Stati Uniti | 8 aprile 2025 | Contemporary hit radio | Island    | [ 18 ] |